# 刘世泽
刘世泽（1922年—），男，四川璧山人，中国数学家，曾任内蒙古大学数学系系主任、教授，内蒙古大学副校长，中国数学会理事。